# Ремонтина
Ремонтина (рос. ремонтина, англ. prop, post, leg, strut, нім. Stempel m, Ständer m) – підсилюючий стояк, який розміщують між підошвою виробки та верхняком кріплення (або породами покрівлі) для протидії руйнівним деформаціям кріплення (порід). Розміщують здебільшого вертикально у центрі прольоту виробки. Зазвичай застосовують у підготовчих виробках в зоні впливу очисних робіт. Використання підсилюючих стояків суттєво погіршує транспортні можливості виробки, значно підвищує вартість її підтримання. 